# Шелепенькина, Жанна Андреевна
Жанна Андреевна Шелепенькина (род. 22 января 2005, Краснодар) — российская волейболистка, блокирующая. Игрок волейбольного клуба российской Суперлиги «Динамо Краснодар» (с 2024 года).

## Биография
Родилась 22 января 2005 года в Краснодаре. Воспитанница Академии волейбола Краснодарского края. Первым тренером была Наталья Нарышкина.
С 2019 года играла за молодёжную команду ВК «Динамо—Ак Барс». Победитель первенств 2019/20, 2021/22, 2023/24 годов, обладатель Кубка 2022 года Молодёжной Лиги ВФВ.
С 2024 года игрок «Динамо Краснодар». Дебютировала в матче против «Локомотив-2» на Кубок России 6 сентября 2024 года. В Суперлиге дебют пришёлся на матч против «Протона», который состоялся в Краснодаре 16 сентября 2024 года.

### Клубная карьера
- 2019—2024 —  «Динамо—Ак Барс» — молодёжная лига;
- с 2024 —  «Динамо Краснодар» (Краснодар) — суперлига.